# Phare de Cap-au-Saumon
Le phare de Cap-au-Saumon est un phare du fleuve Saint-Laurent, au Québec. Il est situé à Saint-Siméon, dans la région de Charlevoix, à mi-chemin entre Port-au-Persil et Port-Saumon.

## Description
Mis en service en 1894, le phare de Cap-au-Saumon se présente comme une tour octogonale haute de 14 mètres. Il est entouré de plusieurs bâtiments annexes, dont la maison du gardien de phare. Le phare est perché sur un escarpement de 30 mètres dominant le fleuve. Il est accessible à pied par un chemin de 4,5 km.

## Histoire
Les premiers gardiens du phare ont été de la famille Bouchard.
La famille Carré a fourni trois gardiens successifs au phare de Cap-au-Saumon: 
- Louis-Philippe Carré (1942-1966);
- Edmour Carré, fils de Louis-Philippe (1966-1972);
- Neil Carré, fils de Louis-Philippe (1972-1982).

Le phare est demeuré à l'abandon pendant une trentaine d'années avant d'être restauré soigneusement. Il est aujourd'hui une propriété privée.